# Abraham B. Jehoshua

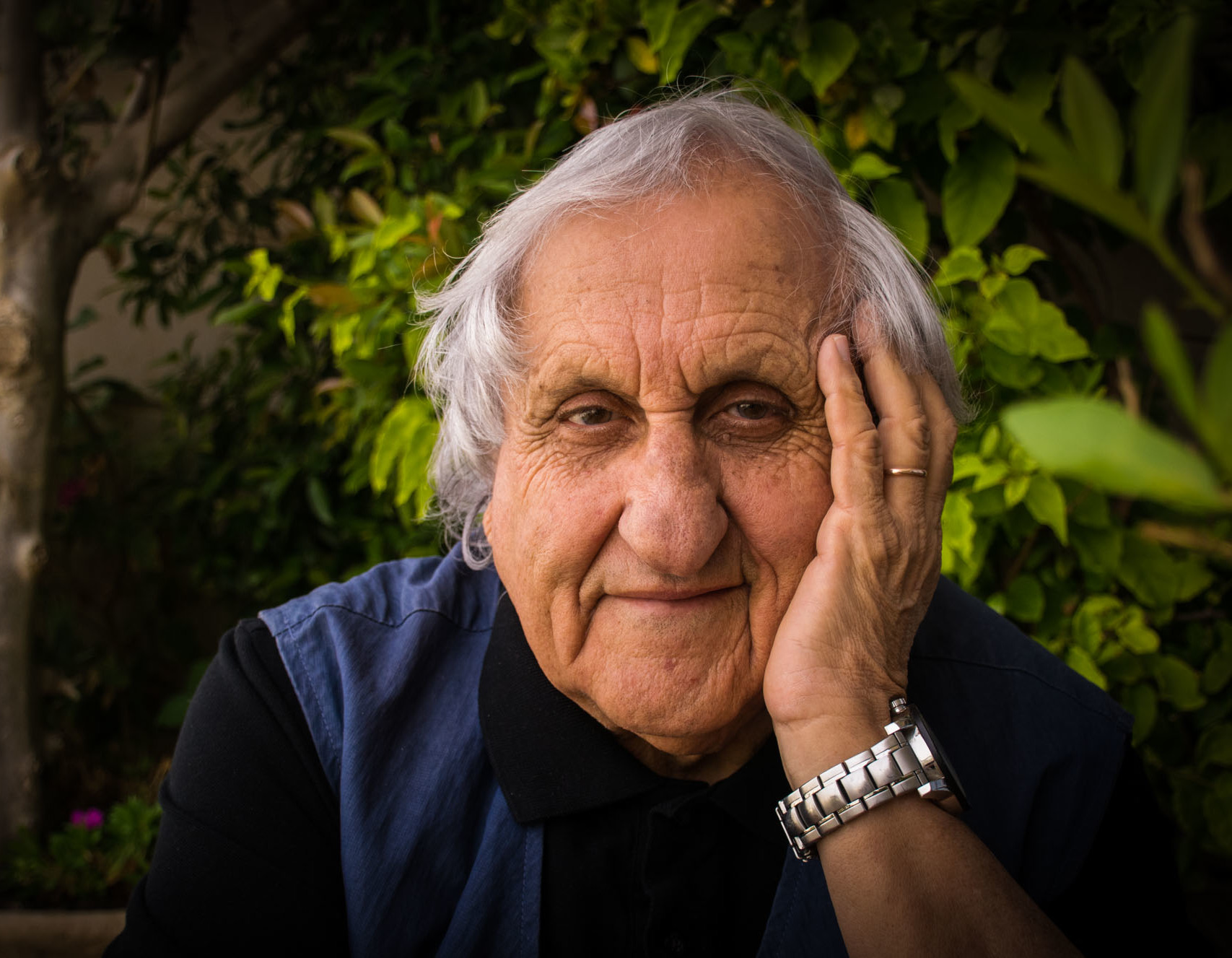
Abraham B. Yehoshua, 2017

Abraham B. Jehoshua (hebräisch אברהם ב. יהושע; geboren am 9. Dezember 1936 in Jerusalem, Britisch-Palästina; gestorben am 14. Juni 2022 in Tel Aviv, Israel) war ein israelischer Schriftsteller und Hochschullehrer.

## Leben
Abraham B. Jehoshua wurde in eine ursprünglich aus Thessaloniki stammende sephardische Familie geboren. Sein Vater war der Historiker Yaakov Jehoshua, seine Mutter die aus Marokko stammende Malka Rosilio. Das Abitur absolvierte er am renommierten Rechavia-Gymnasium. Von 1954 bis 1957 diente Jehoshua bei der israelischen Fallschirmjäger-Brigade und kämpfte im Sinai-Feldzug.
Ab 1957 studierte er an der Hebräischen Universität in Jerusalem Literatur und Philosophie. Aus dieser Zeit stammen seine ersten literarischen Werke. 1962 konnte er mit einer Anthologie von einigen Erzählungen erfolgreich debütieren. In dieser Zeit heiratete er die Psychoanalytikerin Rivka, mit der er drei Kinder hatte.
1963 ging Jehoshua nach Paris an die Sorbonne und blieb dort bis 1967. Parallel zu seinen wissenschaftlichen Aufgaben leitete er während dieser Zeit als Generalsekretär die World Union of Jewish Students. 1972 nahm er einen Ruf an die Universität Haifa an und lehrte dort fortan Vergleichende Literaturwissenschaft und Hebräische Literatur, unterbrochen durch einige Studienaufenthalte im Ausland: 1974 Writer in Residence am St Cross College (University of Oxford) und Gastprofessuren in Harvard (1977), Chicago (1988, 1997 und 2000) und Princeton (1982).
Jehoshua starb am 14. Juni 2022 im Ichilov Hospital im Tel Aviv Sourasky Medical Center im Alter von 85 Jahren infolge eines Krebsleidens.

## Rezeption

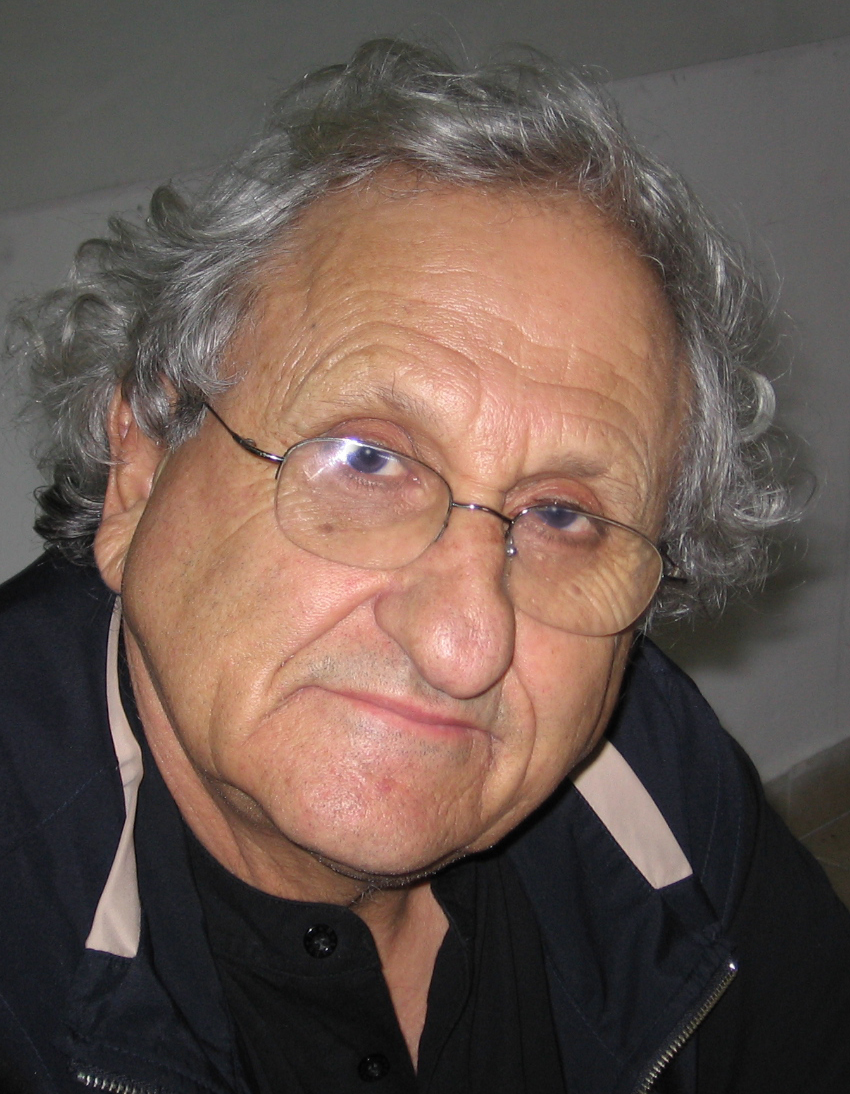
Abraham B. Jehoshua, 2009

Jehoshua gehörte zu den bekanntesten und beliebtesten Schriftstellern in Israel. Sein Werk umfasst Erzählungen, Romane, Theaterstücke und politische Essays. Jehoshua zählte William Faulkner, Samuel Agnon und Franz Kafka zu seinen wichtigsten Vorbildern, mit denen ihn der Literaturkritiker Harold Bloom 1984 verglich.
Jehoshua machte es sich zur Aufgabe, zwischen Arabern und Israelis eine Mittlerrolle zu spielen. Er war Befürworter eines eigenen Palästinenserstaates. Da er diese Position für nicht mehr realistisch hielt, plädierte er kurz vor seinem Tod für eine „israelisch-palästinensische Partnerschaft“, die in letzter Konsequenz zu einem gemeinsamen Staat führen würde (Haaretz, 19. April 2018).
In seinem literarischen Werk thematisierte Jehoshua wiederholt wichtige politische Themen. Der Roman Der Liebhaber spielt 1973 in Israel zur Zeit des Jom-Kippur-Kriegs. Die politischen und militärischen Verhältnisse spiegeln sich im Verfall einer Familie. Die Handlung wird aus sechs verschiedenen Perspektiven dargestellt, darunter der eines Arabers.
In seinem Roman Die Reise ins Jahr Tausend vermischen sich die arabischen und die jüdischen Lebenswelten im Mittelalter des Jahres 1000. Im Fokus stehen zwei jüdische Händler, Onkel und Neffe; der Onkel lebt im arabischen Nordafrika, der Neffe im christlichen Frankreich. Auch hier wird die Versöhnung der unterschiedlichen kulturellen und religiösen Welten angestrebt.
Auffällig in seinen Erzählungen ist der Gegensatz zwischen starken Frauen und männlichen Antihelden. Die Männer sind mit einer destruktiven Charakteranlage und der anhaltenden Unfähigkeit gezeichnet, dauerhafte Beziehungen herzustellen. Dieses Manko suchen sie durch Wunschfantasien im Verhältnis zu älteren oder sehr viel jüngeren Frauen (so in seinem Roman Rückkehr aus Indien) oder auch Kindern durch imaginierte inzestuöse Beziehungen auszugleichen. In seinem Roman Die befreite Braut sind die schwachen oder scheiternden Männer Sinnbild für Defizite oder gar das Scheitern des Zionismus.

## Ehrungen (Auswahl)
- 1989 Bialik-Preis für schöne Literatur und Wissenschaft des Judentums (zusammen mit Avner Treinin)
- 1990 Ehrendoktor des Hebrew Union College
- 1998 Ehrendoktor der Universität Tel Aviv
- 1999 Ehrendoktor der Universität Turin
- 2000 Ehrendoktor der Bar-Ilan-Universität
- 2012 Ehrendoktor der Scuola Normale Superiore di Pisa
- 2012 Prix Médicis étranger für Rétrospective
- 2017 Dan-David-Preis
- 2017 Internationaler Antonio-Feltrinelli-Preis

## Werke (Auswahl)
Erzählungen
- The continuing silence of a poet. The collected stories. Halban, London 1988, ISBN 1-870015-14-2.
- Frühsommer 1970. Fischer Taschenbuchverlag, Frankfurt/M. 1989, ISBN 3-596-29326-X.[5]
- Angesichts der Wälder. Erzählungen. Aus dem Hebräischen übersetzt von Jakob Hessing. Piper, München 1992, ISBN 3-492-11664-7.

Romane
- Die fünf Jahreszeiten des Molcho. Roman. Neuaufl. Piper, München 1992, ISBN 3-492-11556-X (EA 1989).[6]
- Die Rückkehr aus Indien. Roman. Piper, München 1996, ISBN 3-492-03772-0.[6]
- Späte Scheidung. Roman. Piper, München 1997, ISBN 3-492-21723-0 (übersetzt von Barbara Linner).
- Der Liebhaber. Roman. 3. Aufl. Piper, München 1999, ISBN 3-492-21769-9 (EA 1980).[5]
- Die Reise ins Jahr Tausend. Roman in drei Teilen. Piper, München 1999, ISBN 3-492-04012-8 (EA 1997).[6]
- Die Manis. Roman. Neuaufl. Piper, München 2001, ISBN 3-492-23369-4.[6]
- Die befreite Braut. Roman. Übersetzt von Ruth Achlama. Piper, München / Zürich 2003, ISBN 3-492-04313-5.
- Die Passion des Personalbeauftragten. Roman. Übersetzt von Ruth Achlama. Piper, München / Zürich 2006, ISBN 978-3-492-04709-8.
- Freundesfeuer. Roman. Piper, München 2009, ISBN 978-3-492-05161-3.[6]
- Spanische Barmherzigkeit. Roman. Originaltitel: Ḥesed sefaradi. Übersetzt von Markus Lemke. Suhrkamp, Berlin 2013, ISBN 978-3-518-42397-4.
- Der Tunnel. Roman. Aus dem Hebräischen von Markus Lemke. Nagel & Kimche, Zürich 2019, ISBN 978-3-312-01148-3 (E-Book: ISBN 978-3-312-01137-7).
- המקדש השלישי („Der dritte Tempel“),[7] 2022.

Theaterstücke
- Objekte. (o. J.)
- A night in May. A play in three acts. Tel Aviv 1974.
- Hinterlassenschaften. Theaterverlag Stückgut, München 1986.
- A woman in Jerusalem. Halban, London 2006, ISBN 1-870015-98-3.

Politische Essays
- Between right and right. Doubleday, Garden City, New York 1981, ISBN 978-0-385-17035-2.
- Exil der Juden. Eine neurotische Lösung? Röhrig, Sankt Ingbert 1986, ISBN 3-924555-08-7.